# وادی تووا
وادی تووا یک منطقهٔ مسکونی در امارات متحده عربی است که در رأس‌الخیمه واقع شده‌است. وادی تووا ۴۰۱ متر بالاتر از سطح دریا واقع شده‌است.